# Engenharia estrutural

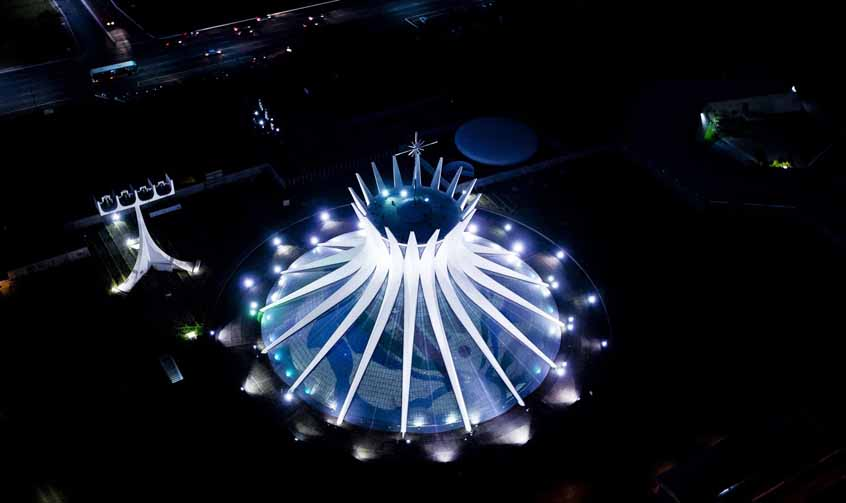
A Catedral Metropolitana de Brasília e os palácios da capital federal, projetados pelo engenheiro Joaquim Cardozo, são as principais conquistas da engenharia estrutural brasileira.

Engenharia estrutural é o ramo da engenharia civil, engenharia mecânica, engenharia naval, engenharia aeronáutica, ou qualquer outra engenharia que utilize cálculo estrutural, seja de estruturas estáticas ou dinâmicas (estrutura offshore, por exemplo), dedicado primariamente ao projeto e cálculo de estruturas. De forma simplificada, é a aplicação da mecânica dos sólidos ao projeto de edifícios, pontes, muros de contenção, barragens, túneis, plataformas de petróleo, navios, aviões, automóveis e outras estruturas.
O engenheiro construtor é treinado para entender, prever e calcular a estabilidade, força e rigidez das estruturas construídas para construções e não construções, e desenvolvam o design e integrem seu design com o de outros designers e supervisionem a construção de projetos no local.
Eles também podem estar envolvidos na concepção de máquinas, equipamentos médicos e veículos em que a integridade estrutural afeta o funcionamento e a segurança.
A teoria da engenharia estrutural baseia-se no conhecimento físico e empírico das propriedades estruturais de diferentes materiais e geometrias. O projeto de engenharia estrutural usa uma série de elementos estruturais relativamente simples para construir um complexo sistema estrutural. Os engenheiros estruturais são responsáveis por fazer uso criativo e eficiente de fundos, elementos estruturais e materiais para alcançar esses objetivos.
| |  | |
| A Torre Eiffel, cujo nome homenageia o engenheiro Gustave Eiffel, é uma conquista histórica da engenharia estrutural. |  | O Burj Khalifa, maior arranha-céu do mundo, é um feito do engenheiro estrutural William Frazier Baker. |

O objetivo do projeto de uma estrutura é permitir que esta atenda à sua função primária sem entrar em colapso e sem deformar ou vibrar excessivamente. Dentro destes limites, os quais são precisamente definidos pelas normas técnicas, o engenheiro estrutural almeja o melhor uso dos materiais disponíveis e o menor custo possível de construção e manutenção da estrutura.
Resumidamente, as principais etapas do projecto estrutural são a criação do esquema estrutural, a definição das cargas ou forças que actuam na estrutura, o cálculo dos esforços e deformações, o dimensionamento das peças estruturais e, finalmente, o detalhamento do projecto para execução.

## Elementos estruturais
Os principais tipos de elemento estrutural, de acordo com a geometria e o tipo de esforço suportado, são:
- Barra - elemento linear sujeito a esforços longitudinais, sejam de tracção ou de compressão, segundo o seu sentido. Pode-se considerar que as vigas e os pilares são elementos barra.
- Veio de Transmissão - elemento linear sujeito unicamente a esforços de torção.
- Viga - elemento linear sujeito a esforços de flexão, esforço transversal e torção, simultaneamente ou isoladamente.
- Pilar (ou Coluna) - elemento linear usado normalmente para receber os esforços verticais de uma edificação e transferi-los para outros elementos.

Estes elementos são combinados em estruturas, tais como:
- Treliça plana - estrutura plana formada por barras conectadas por rótulas num plano.
- Treliça espacial - estrutura tridimensional formada por barras e rótulas, tridimensionalmente.
- Viga contínua - estrutura linear formada por vários tramos de vigas apoiadas.
- Pórtico plano - estrutura plana formada por barras (vigas, pilares)
- Pórtico espacial - estrutura tridimensional formada por barras (vigas, pilares)
- Laje - Elemento plano, discreterizado numericamente por elementos barra, formando uma grelha.
- Casca - Elemento em forma de semi-esfera (ou elipsoidal). É também discreterizado por elementos barra.

O esquema estrutural é uma representação simplificada da estrutura em termos de seus elementos, conexões e apoios. Dentro das restrições do projeto arquitetônico, a definição do esquema estrutural é uma das etapas mais dependentes dos conhecimentos, da experiência e da criatividade do engenheiro estrutural.
Os elementos estruturais, quanto ao seu grau de hiperestaticidade, podem ser classificados como estruturas isostáticas, estruturas hiperestáticas ou estruturas hipostáticas.
Nota: existem diversos termos técnicos de engenharia civil

## Cargas
As cargas (forças) que atuam na estrutura podem ser permanentes, tais como o peso próprio e dos objetos permanentemente suportados pela estrutura, variáveis, como o vento, a neve ou o peso de ocupantes, se for previsível a sua ocorrência, mas variarem significativamente no tempo, ou acidentais, como incêndios ou explosões. As acções devidas ao sismo podem ser consideradas acidentais ou definir uma classe própria (acções sísmicas). Para estruturas comuns, as normas técnicas contém recomendações para os cargas a serem consideradas. Com base nestas recomendações, o projectista define diversos casos de carregamento, com o objetivo de estabelecer a condição mais desfavorável de projeto (aquela que produz os maiores esforços).

## Esforços e deformações
Os esforços estruturais (esforço normal, esforço cortante, momento flector e momento de torção) são medidas estruturais correspondentes às tensões que atuam no material que compõe a estrutura.
O esforço normal é a força atuante no sentido da peça, tendendo a tracioná-la ou comprimi-la, calculada a partir da tensão normal na seção.
O esforço cortante é a força perpendicular à peça, calculada a partir da tensão cisalhante na mesma.
O momento fletor é o momento que tende a flexionar a peça, como resultado de tensões normais de sinais contrários na mesma seção (compressão e tração). Finalmente, o momento torsor tende a torcer a peça em torno de seu próprio eixo.
O cálculo dos esforços é feito através da análise estrutural, a qual atualmente é realizada com o auxílio de programas especializado. A análise pode ser estática, considerando cargas constantes no tempo, ou dinâmica, levando em conta as variações das cargas e os modos de vibração da estrutura.
Com a automatização desta etapa do projeto, tradicionalmente a mais demorada, o projetista moderno pode dedicar mais atenção aos pontos mais problemáticos do projeto, além de alterar o esquema estrutural e propor diferentes condições de carga, em busca de um melhor projeto final. Uma área importante de pesquisa neste campo é a automatização destas decisões, utilizando por exemplo algoritmos genéticos para refinar o projeto.
Outro resultado da análise estrutural é o cálculo das deformações da estrutura. Exceto pelas estruturas estaticamente determinadas, nas quais os esforços podem ser calculados independentemente, esforços e deformações são calculados simultaneamente.

## Dimensionamento
Conhecidos os esforços em cada elemento estrutural, é necessário dimensionar a peça que irá resistir a estes esforços, ou seja, determinar as suas medidas. Dado o material a ser utilizado (como a madeira, o aço ou o concreto armado) e suas propriedades, os princípios de resistência dos materiais e mecânica dos sólidos são empregados para verificar que a peça é capaz de resistir aos esforços. Por exemplo, pode-se determinar o ponto mais solicitado e obter uma secção capaz de resistir aos esforços neste ponto. Se for economicamente viável, esta seção é empregada para toda a peça. Para elementos mais complexos, pode ser necessário analisar vários pontos e variar a seção empregada, ou mesmo efetuar o dimensionamento da peça como um todo.
Da mesma forma que a análise estrutural, o dimensionamento moderno é realizado com o auxílio do computador. Contudo, o projetista possui bastante liberdade para alterar o dimensionamento visando simplificar a construção (entre outros motivos), por exemplo padronizando as seções sugeridas pelo programa de computador.

## Detalhamento
Para a execução final da estrutura, é necessário que o projetista forneça desenhos detalhados das peças estruturais e suas conexões. Nesta etapa, também são geradas listas de materiais e outras informações essenciais para a construção.